# Crnokosa
Le mont Crnokosa (en serbe cyrillique : Црнокоса) est une montagne du sud-ouest de la Serbie. Son point culminant s'élève une altitude de 810 m.

## Géographie
Le mont Crnokosa est situé à proximité de la ville de Kosjerić. Sur 9 km, il longe le Skrapež, formant un canyon sur la partie méridionale de cette rivière ; le sud de cette montagne se caractérise par des pentes plus douces.